# في الظل (فلم)
في الظل فيلم وثائقي تونسي فرنسي من إنتاج سنة 2017 من إخراج ندى مزني حفيظ.

## ملخص القصة
يتابع هذا الفيلم الحياة اليومية لأمينة السبوي، ناشطة في مجال حقوق الإنسان محاطة بأصدقائها، قد رفضتهم عائلاتهم بسبب ميولهم الجنسية.
يكشف هذا الفيلم، الذي تدور أحداثه في منزل أمينة السبوعي في سيدي بوسعيد، التحديات التي يتعرض لها مجتمع الميم في تونس ونضالاتهم من أجل الحصول على حقوقهم ومحاربتهم للتمييز على أساس التوجه والهوية الجنسية.
حيث طرح مدى رفض المجتمع للعابرين و العابرات جنسيا والعنف المادي والمعنوي الذي يتعرضوا إليه.

## طاقم التمثيل
- أمينة السبوي
- سندرا النيفر
- رامي العياري
- عاطف بوتشي
- أيوب مومن

## الجوائز
تحصل الفيلم على التانيت البرونزي في أيام قرطاج السينمائية في نسخة سنة 2017.

## روابط خارجية
- مقالات تستعمل روابط فنية بلا صلة مع ويكي بيانات

## وصلات داخلية
- حقوق المثليين في تونس